# سامكي مخويا
سامكي مخوبا (ولدت في 25 يوليو) هي ممثلة من جنوب إفريقيا لعبت دورًا رائدًا في سلسلتين من MTV Shuga عندما تم تصويرهما في جنوب إفريقيا.

## عائلتها
ولدت سامكي مخوبا في بينتاون، اختارت في البداية دراسة العلوم في جامعة ويسترن كيب، لكنها غيرت بعد ذلك مقرراتها الدراسية لدراسة السينما والتلفزيون في جامعة ويتواترسراند. كان أول دور قيادي لها هو لعب الدور الرئيسي لخنساني في سلسلة MTV Shuga. على الرغم من كونها تبلغ من العمر 29 عامًا، فقد تم اختيارها في تجربة أداء مفتوحة لتلعب دور المراهقة البالغة من العمر خمسة عشر عامًا. " MTV Shuga " هي دراما مصممة للمساعدة في التربية الجنسية وشخصية كينساني لها علاقة مع رجل بالغ. ومن بين أعضاء فريق التمثيل الآخرين جيميما أوسوندي. وفي عام 2017 حصلت على دور ثانٍ في المسلسل الهزلي التلفزيوني "Rented Family" على قناة SABC1 حيث لعبت دور ابنة الشخصية الرئيسية Zanele.
مخوبا وشخصيتها الخنساني في مسلسل MTV Shuga السابع. عادت قصتها بعد انقطاع لمدة عام عندما عاد المسلسل إلى جنوب أفريقيا. وعندما دخلت في مسلسل ليلي صغير بعنوان MTV Shuga Alone Together لتسليط الضوء على مشاكل فيروس كورونا في أبريل 2020، تم بث البرنامج لمدة 60 ليلة ومن بين الداعمين له منظمة الصحة العالمية، وتدور أحداث المسلسل في نيجيريا وجنوب إفريقيا وكينيا وكوت ديفوار، وتم شرح القصة من خلال محادثات عبر الإنترنت بين الشخصيات. تم إجراء جميع عمليات التصوير من قبل الممثلين أنفسهم ومن بينهم جيميما أوسوندي، وليراتو والازا، وستشانديوي كجوروجي، وأوزواماكا أنيونوه، وموهاو سيلي.